# Redhill, Surrey
Redhill este un oraș în comitatul Surrey, regiunea South East England, Anglia. Orașul se află în districtul Reigate and Banstead în sudul imediat al Londrei, capitala Regatului Unit. Împreună cu orașul alăturat Reigate, Redhill formează o zonăurbană comună.